# Erdélyi Múzeum (folyóirat, 1991–)
Az Erdélyi Múzeum az Erdélyi Múzeum-Egyesület Bölcsészet-, Nyelv- és Történettudományi, valamint a Jog-, Közgazdaság- és Társadalomtudományi Szakosztályainak 1991-ben újraindított folyóirata. Az első évfolyam az 53. számot viseli, mert a számozásban az 1947-ben megszűnt azonos című folyóiratot folytatja. Az 1991. év négy száma valójában csak 1992-ben jelent meg, a szerkesztésük viszont 1991-ben történt.
300 nyomtatott példányban jelenik meg, emellett interneten is.

## Témái
Erdély története, régészete, művelődéstörténete, gazdaságtörténete, néprajza, az erdélyi magyar irodalom.

## Főszerkesztői
- Benkő Samu (1991)[6]
- Antal Árpád, Csetri Elek az 1990-es évek elején[3]
- Kovács Kiss Gyöngy 1999–2022[7][8]
- Varga P. Ildikó 2022–[8]

## Szerzői
Balogh F. András, Bellágh Rózsa, Benkő Elek, Benkő Samu, Binder Pál, Csetri Elek, Cs. Gyímesi Éva, Csörsz Rumen István, Dávid Gyula, Demény István Pál, Demény Lajos, Egyed Emese, Fábián Ernő, Faragó József, Ferenczi István, Gáll Ernő, Gazda Klára, Imreh István, Jakó Zsigmond, Keszeg Anna, Keszeg Vilmos, Kiss András, K. Lengyel Zsolt, Kovács Kiss Gyöngy, Lakó Éva, Mózes Huba, Murádin Jenő, Nagy György, Nagy Jenő, Orbán Gyöngyi, Orbán László, Pataki József, Ráduly János, Sándor Klára, Sipos Gábor, Szabó Árpád Töhötöm, Szabó Levente, Székely Ferenc, Tamás Tímea, Tánczos Vilmos, Tapodi Zsuzsa, Tar Gabriella-Nóra, Tonk Márton, Tóth Sándor, T. Szabó Csilla, Varga Árpád, Végh Balázs Béla, Veress Károly, Vöő Gabriella, W. Kovács András.